# Serva e padrona
Serva e padrona è un film del 2003 diretto da Tonino De Bernardi.